# Антоновское гетто
Антоновское гетто — еврейское гетто в период Второй мировой войны, созданное нацистской Германией во времена Второй мировой войны в селе Антоновка на Волыни.
До начала Второй мировой войны село находилось в составе Волынского воеводства Польши. После раздела Польши между СССР и Германией эта территория вошла в состав Украинской ССР.
К моменту нападения Германии на СССР в деревне проживало около 600 евреев. Деревня была оккупирована вермахтом 3 июля 1941 года и вошла в состав Костопольского округа Брест-Литовского (с 1942 года — Волынь-Подольского) генерального округа. С начала немецкой оккупации евреи были подвергнуты различным ограничениям: им приказано носить повязки со шестиконечной звездой и таким же символом обозначить свои дома. Они не имели права покидать деревню, не могли покупать еду у неевреев. Евреи систематически подвергались грабежам и избиениям со стороны украинской полиции.
Гетто было создано осенью 1941 года и просуществовало 10 месяцев. 26 августа 1942 года сотрудники СД из Ровно при участии немецкой жандармерии и украинской полиции погнали всех евреев из села Антоновка (около 500 человек) к месту, которое находится примерно в 6 км от Костополя и расстреляли их в двух ямах вместе с евреями из Костополя и Малого Сидлища. Всего в ходе акции было убито около 4000 евреев, в том числе около 2500 из Костополя.
В 1990-х годах на месте казни был установлен памятник погибшим.